# 사쿠라이 리오
사쿠라이 리오(일본어: 櫻井梨央 さくらい りお[*], 2005년 11월 11일 ~ )는 일본의 여성 아이돌 그룹 모닝구무스메의 멤버. 연예사무소 업프런트 프로모션 소속.

## 서적

### 사진집
- 1st 솔로 사진집「梨央 17歳」(2023년 6월 29일, 오딧세이 출판) ISBN 978-4-908643-90-3
- 2nd 솔로 사진집「natural-ly」(2024년 12월 24일, 오딧세이 출판) ISBN 978-4-911265-05-5

## 소속 유닛
- 모닝구무스메 (2022년 ~ )